# Sunforest
I Sunforest sono stati un gruppo psychedelic folk dalla breve vita formatosi a Londra nel 1969, composto da Terry Tucker, Erika Eigen e Freya Hogue. Il gruppo ha inciso un solo album, Sound of Sunforest con etichetta Decca Records e realizzato con l'ausilio dei due sessionmen, il chitarrista Big Jim Sullivan e Herbie Flowers al basso.
Dei tre componenti il gruppo solo Terry Tucker avrà in seguito una discreta carriera solista.
Sono conosciuti essenzialmente per il brano strumentale Overture to the Sun e quello cantato Lighthouse Keeper, entrambi utilizzati come colonna sonora del film Arancia meccanica.

## Storia
Le informazioni sul gruppo sono scarse, essenzialmente limitate a quanto riportato sulla custodia dell'unico album e sul sito ufficiale di Terry Tucker.
Il progetto musicale dei Sunforest nacque a Washington alla fine degli anni '60: le prime canzoni furono inizialmente scritte da Terry Tucker, autrice dei testi, e Freya Houge. Dopo l'incontro con Erika Eigen, ad una festa, ebbe inizio la collaborazione del trio.
Il trio si trasferì a Londra nel 1969, su iniziativa della Houge, ritenendo sufficiente il proprio repertorio per le prime esibizioni nel panorama musicale locale: fu allora che decisero per il nome "Sunforest". A Londra incontrarono il produttore Victor Smith, con il quale incisero dapprima una demo, e successivamente l'album Sound of Sunforest che valse loro un contratto con Decca Records.
Nello stesso periodo il regista Stanley Kubrick scelse due brani dei Sunforest per la colonna sonora del film Arancia Meccanica: Lighthouse Keeper e Ouverture to the Sun, che per l'occasione venne nuovamente registrato su richiesta di Kubrick, con un diverso arrangiamento di Terry Tucker.
Dal 1970 il gruppo si esibì dal vivo essenzialmente sulla scena londinese, tra gli altri, presso il Marquee Club, la Roundhouse, e la cripta di San Martino nei Campi, ma anche nel continente e in particolare in Italia dove, a Torino, prese parte alla trasmissione di Vittorio Salvetti 6001, trasmessa dalla Rai nel 1971. Le esibizioni proseguirono per circa tre anni, fino all'abbandono della Eigen che sancì lo scioglimento del gruppo.

## Formazione
- Terry Tucker - voce, tastiere, arrangiamenti, diplomata in arti liberali presso il West Virginia Wesleyan College[3].
- Freya Houge - voce, chitarra classica e banjo, della scuola di Sophocles Papas[3]. La Houge è morta nel dicembre 2016 a Seattle, a 77 anni[8].
- Erika Eigen - voce, batteria, percussioni

## Discografia
- Sound of Sunforest (1969, Decca)